# Taiping (köping i Kina, Heilongjiang, lat 45,63, long 126,19)
Taiping (kinesiska: 太平, 太平镇) är en köping i Kina. Den ligger i provinsen Heilongjiang, i den nordöstra delen av landet, omkring 37 kilometer väster om provinshuvudstaden Harbin.
Genomsnittlig årsnederbörd är 675 millimeter. Den regnigaste månaden är juli, med i genomsnitt 167 mm nederbörd, och den torraste är januari, med 5 mm nederbörd.